# Alicja Rosolska
Alicja Rosolska (ur. 1 grudnia 1985 w Warszawie) – polska tenisistka, finalistka wielkoszlemowego US Open 2018 w grze mieszanej oraz półfinalistka Wimbledonu 2018 w deblu. Zwyciężczyni dziewięciu turniejów WTA w grze podwójnej.

## Kariera tenisowa
Przygodę z tenisem rozpoczęła w wieku ośmiu lat. Po raz pierwszy w turnieju seniorskim zagrała w 2002 roku w Warszawie w turnieju J&S Cup. Odpadła już w pierwszej rundzie eliminacji, przegrywając z Robertą Vinci. Od początku profesjonalnej gry większe sukcesy odnosiła w grze podwójnej czego potwierdzenie miało miejsce już pod koniec 2002 roku, kiedy to wygrała swój pierwszy turniej ITF w parze z Alexią Virgili we włoskim Benevento. W 2003 roku osiągnęła dwa ćwierćfinały turniejów ITF w grze pojedynczej w Warszawie i Chieti. W grze podwójnej wygrała kolejne turnieje ITF w Gdyni i Ciampino. Oba tytuły zdobyła w parze z Klaudią Jans.
W 2004 roku zanotowała dwa ćwierćfinały małych turniejów ITF w Tipton i Warszawie. W grze podwójnej w parze z Klaudią Jans wygrała trzy turnieje ITF, jeden w Gdyni i dwa w Warszawie. Grając z Karoliną Kosińską wygrała w Olecku. W sierpniu razem z Jans dotarła do swojego pierwszego finału turnieju WTA w Sopocie, przegrywając w finale z Nurią Llagosterą Vives i Martą Marrero. W 2005 roku skoncentrowała się głównie na grze podwójnej, co przyniosło efekt podczas turnieju J&S Cup w Warszawie, gdzie grając z Klaudią Jans doszła do finału, przegrywając w nim z Tetianą Perebijnis i Barborą Strýcovą. Tydzień później również w stolicy Polski grając z Karoliną Kosińską wygrała turniej ITF. Kolejny finał imprezy WTA zanotowała w Palermo grając z Klaudią Jans.
W 2006 roku odniosła zwycięstwa w kolejnych turniejach ITF w grze podwójnej w Barcelonie, Bratysławie i Mediolanie. We wszystkich grając w parze z Jans. W turnieju WTA w Palermo doszła do półfinału, również z Klaudią Jans. W 2007 roku po raz pierwszy w grze podwójnej grając z Wasilisą Bardiną wystąpiła w wielkoszlemowym turnieju Australian Open. W drugiej rundzie lepsze okazały się Yan Zi i Zheng Jie. Również we French Open i US Open dochodziła do drugiej rundy. W obu partnerując Jans. W turnieju WTA w Palermo po raz drugi z rzędu odpadła w półfinale, grając z Klaudią Jans. Pod koniec roku razem z Jans wygrała turniej ITF w Joué-lès-Tours.
W 2008 roku zaczęła od trzech porażek w grze podwójnej w turniejach WTA w Auckland, Hobart i Melbourne. W Viña del Mar w turnieju Cachantun Cup grając w parze z Līgą Dekmeijere wygrała swój pierwszy turniej WTA w finale pokonując Mariję Korytcewą i Julię Schruff. Drugi tytuł wywalczyła w hiszpańskiej Marbelli grając w parze z Klaudią Jans. Trzeci triumf odniosła w roku 2011 w Budapeszcie. Po czterech latach w 2015 wygrała turniej kategorii WTA International Series, tym razem w Monterrey wspólnie z Gabrielą Dabrowski. Kolejne zwycięstwa w deblu w turniejach WTA odniosła w: 2016 w Båstad wspólnie z Andreeą Mitu, 2017 w Petersburgu w parze z Jeļeną Ostapenko oraz w Monterrey razem z Nao Hibino, 2018 w Nottingham w parze z Abigail Spears i 2019 w Charleston razem z Anną-Leną Grönefeld.
Ponadto wystąpiła w finałach turniejów w: 2009 – Brisbane i Linzu, 2011 – Brisbane i Brukseli (wszystkie z Jans-Ignacik), 2012 – Brukseli (Zheng Jie) i Québecu (Heather Watson); 2013 – Linzu (Gabriela Dabrowski); 2017 – Stanford (Alizé Cornet); 2019 – Sydney (Eri Hozumi) i 2022 – Petersburgu, Bad Homburg vor der Höhe (oba z Erin Routliffe), Warszawie (Katarzyna Kawa) oraz Ostrawie (Erin Routliffe).

## Życie prywatne
10 czerwca 2017 roku poślubiła swojego długoletniego partnera, Brytyjczyka Dana Championa. W 2020 roku po przerwie w rozgrywkach spowodowanej pandemią COVID-19 Alicja Rosolska zawiesiła starty w związku z narodzinami syna Charliego w grudniu 2020. Karierę wznowiła w 2021 roku występem we French Open. W 2023 roku ponownie zawiesiła starty w związku z narodzinami drugiego dziecka, a do gry wróciła w 2024 roku, kiedy wzięła udział m.in. w Letnich Igrzyskach Olimpijskich w Paryżu (w parze z Magdą Linette). W Wielkanoc 2025 roku doznała udaru niedokrwiennego, co przeszkodziło w dalszej grze w tenisa i występie w Wimbledonie 2025. Na razie jednak nie zakończyła kariery.
Profesjonalną tenisistką była również jej siostra, Aleksandra.

## Historia występów wielkoszlemowych
Legenda
     W, wygrany turniej
      F, przegrana w finale
      SF, przegrana w półfinale
      QF, przegrana w ćwierćfinale
     xR, przegrana w x rundzie
     A, brak startu
     NH, turniej nie odbył się

### Występy w grze pojedynczej
Alicja Rosolska nigdy nie startowała w rozgrywkach gry pojedynczej podczas turniejów wielkoszlemowych.
| Sezon                  | 2002 | 2003 | 2004 | 2005 | 2006 | 2007 | 2008 | 2009 | 2010 | 2011 | 2012 | 2013 | 2014 | 2015 | 2016 | 2017 | 2018 | 2019 |
| ---------------------- | ---- | ---- | ---- | ---- | ---- | ---- | ---- | ---- | ---- | ---- | ---- | ---- | ---- | ---- | ---- | ---- | ---- | ---- |
| Ranking na koniec roku | 725  | 776  | 909  | 769  | 724  | 697  | 897  | –    | –    | –    | 969  | 1147 | 1148 | 1258 | 862  | 1151 | –    | –    |

### Występy w grze podwójnej
| Turniej                | 2002 | 2003 | 2004 | 2005 | 2006 | 2007 | 2008 | 2009 | 2010 | 2011 | 2012 | 2013 | 2014 | 2015 | 2016 | 2017 | 2018 | 2019 | 2020 | 2021 | 2022 | 2023 | 2024 | 2025 | Tytuły | Z–P     |  |
| ---------------------- | ---- | ---- | ---- | ---- | ---- | ---- | ---- | ---- | ---- | ---- | ---- | ---- | ---- | ---- | ---- | ---- | ---- | ---- | ---- | ---- | ---- | ---- | ---- | ---- | ------ | ------- |  |
| Australian Open        | A    | A    | A    | A    | A    | 2R   | 1R   | 2R   | 2R   | 1R   | 3R   | 1R   | 2R   | 3R   | 1R   | 2R   | 2R   | 2R   | 2R   | A    | 2R   | 1R   | A    | A    | 0 / 16 | 13 – 15 |  |
| French Open            | A    | A    | A    | A    | A    | 2R   | 2R   | 2R   | 1R   | 1R   | 1R   | 3R   | 2R   | 1R   | 1R   | 3R   | 1R   | 2R   | A    | 1R   | 3R   | 1R   | A    | A    | 0 / 16 | 11 – 16 |  |
| Wimbledon              | A    | A    | A    | Q1   | A    | 1R   | 2R   | 2R   | 2R   | 2R   | 2R   | 1R   | 1R   | 1R   | 1R   | 1R   | SF   | 2R   | NH   | 1R   | QF   | 1R   | A    | A    | 0 / 16 | 13 – 16 |  |
| US Open                | A    | A    | A    | A    | A    | 2R   | 3R   | 2R   | 1R   | 1R   | 2R   | 1R   | 3R   | 1R   | 2R   | 2R   | 1R   | 2R   | A    | 2R   | 2R   | A    | 2R   |      | 0 / 16 | 13 – 16 |  |
|                        |      |      |      |      |      |      |      |      |      |      |      |      |      |      |      |      |      |      |      |      |      |      |      |      |        |         |  |
| Ranking na koniec roku | 524  | 373  | 164  | 99   | 91   | 84   | 50   | 47   | 47   | 38   | 44   | 50   | 61   | 45   | 76   | 31   | 29   | 32   | 54   | 125  | 34   | 134  | 430  |      | 0 / 64 | 50 – 63 |  |

### Występy w grze mieszanej
| Australian Open | A | A | A | A | A | A | A | A | A  | 1R | A  | A  | 1R | A  | A  | A  | 1R | 1R | 1R | A | A  | 1R | A | A | 0 / 6  | 0 – 6   |  |  |
| French Open     | A | A | A | A | A | A | A | A | A  | A  | 2R | A  | 1R | 1R | A  | 2R | A  | QF | NH | A | 2R | A  | A | A | 0 / 6  | 5 – 6   |  |  |
| Wimbledon       | A | A | A | A | A | A | A | A | 3R | 2R | 1R | 1R | 1R | 1R | 2R | 1R | 1R | 3R | NH | A | 1R | A  | A | A | 0 / 11 | 5 – 11  |  |  |
| US Open         | A | A | A | A | A | A | A | A | A  | A  | A  | A  | A  | A  | A  | 2R | F  | 1R | NH | A | A  | A  | A |   | 0 / 3  | 5 – 3   |  |  |
|                 |   |   |   |   |   |   |   |   |    |    |    |    |    |    |    |    |    |    |    |   |    |    |   |   |        |         |  |  |
|                 |   |   |   |   |   |   |   |   |    |    |    |    |    |    |    |    |    |    |    |   |    |    |   |   | 0 / 26 | 15 – 26 |  |  |

## Finały turniejów WTA
| Legenda                     | Legenda |
| --------------------------- | ------- |
| Wielki Szlem                |         |
| Igrzyska olimpijskie        |         |
| WTA Tour Championships      |         |
| 1988 – 2008                 |         |
| Kategoria I                 |         |
| Kategoria II                |         |
| Kategoria III               |         |
| Kategoria IV                |         |
| Kategoria V                 |         |
| 2009 – 2020                 |         |
| WTA Premier Mandatory       |         |
| WTA Premier 5               |         |
| WTA Premier                 |         |
| WTA International Series    |         |
| WTA 125K series (2012–2020) |         |
| od 2021                     |         |
| WTA 1000 (obowiązkowe)      |         |
| WTA 1000 (nieobowiązkowe)   |         |
| WTA 500                     |         |
| WTA 250                     |         |
| WTA 125                     |         |

### Gra podwójna 25 (9–16)
| Końcowy wynik | Nr  | Data                 | Turniej                  | Nawierzchnia    | Partnerka               | Przeciwniczki                                  | Wynik finału         |
| ------------- | --- | -------------------- | ------------------------ | --------------- | ----------------------- | ---------------------------------------------- | -------------------- |
| Finalistka    | 1.  | 15 sierpnia 2004     | Sopot                    | Ceglana         | Klaudia Jans            | Marta Marrero Nuria Llagostera Vives           | 4:6, 3:6             |
| Finalistka    | 2.  | 1 maja 2005          | Warszawa                 | Ceglana         | Klaudia Jans            | Tetiana Perebyjnis Barbora Záhlavová-Strýcová  | 1:6, 4:6             |
| Finalistka    | 3.  | 18 lipca 2005        | Palermo                  | Ceglana         | Klaudia Jans            | Giulia Casoni Marija Korytcewa                 | 6:4, 3:6, 5:7        |
| Zwyciężczyni  | 1.  | 17 lutego 2008       | Viña del Mar             | Ceglana         | Līga Dekmeijere         | Marija Korytcewa Julia Schruff                 | 7:5, 6:3             |
| Finalistka    | 4.  | 10 stycznia 2009     | Brisbane                 | Twarda          | Klaudia Jans            | Anna-Lena Grönefeld Vania King                 | 6:3, 5:7, 5–10       |
| Zwyciężczyni  | 2.  | 12 kwietnia 2009     | Marbella                 | Ceglana         | Klaudia Jans            | Anabel Medina Garrigues Virginia Ruano Pascual | 6:3, 6:3             |
| Finalistka    | 5.  | 18 października 2009 | Linz                     | Twarda (hala)   | Klaudia Jans            | Anna-Lena Grönefeld Katarina Srebotnik         | 1:6, 4:6             |
| Finalistka    | 6.  | 8 stycznia 2011      | Brisbane                 | Twarda          | Klaudia Jans            | Alisa Klejbanowa Anastasija Pawluczenkowa      | 3:6, 5:7             |
| Finalistka    | 7.  | 21 maja 2011         | Bruksela                 | Ceglana         | Klaudia Jans            | Andrea Hlaváčková Galina Woskobojewa           | 6:3, 0:6, 5–10       |
| Zwyciężczyni  | 3.  | 10 lipca 2011        | Budapeszt                | Ceglana         | Anabel Medina Garrigues | Vladimíra Uhlířová Natalie Grandin             | 6:2, 6:2             |
| Finalistka    | 8.  | 26 maja 2012         | Bruksela                 | Ceglana         | Zheng Jie               | Bethanie Mattek-Sands Sania Mirza              | 3:6, 2:6             |
| Finalistka    | 9.  | 16 września 2012     | Québec                   | Dywanowa (hala) | Heather Watson          | Tatjana Malek Kristina Mladenovic              | 6:7(5), 7:6(6), 7–10 |
| Finalistka    | 10. | 13 października 2013 | Linz                     | Twarda (hala)   | Gabriela Dabrowski      | Karolína Plíšková Kristýna Plíšková            | 6:7(6), 4:6          |
| Zwyciężczyni  | 4.  | 8 marca 2015         | Monterrey                | Twarda          | Gabriela Dabrowski      | Anastasija Rodionowa Arina Rodionowa           | 6:3, 2:6, 10–3       |
| Zwyciężczyni  | 5.  | 24 lipca 2016        | Båstad                   | Ceglana         | Andreea Mitu            | Lesley Kerkhove Lidzija Marozawa               | 6:3, 7:5             |
| Zwyciężczyni  | 6.  | 5 lutego 2017        | Petersburg               | Twarda (hala)   | Jeļena Ostapenko        | Darija Jurak Xenia Knoll                       | 3:6, 6:2, 10–5       |
| Zwyciężczyni  | 7.  | 9 kwietnia 2017      | Monterrey                | Twarda          | Nao Hibino              | Dalila Jakupović Nadija Kiczenok               | 6:2, 7:6(4)          |
| Finalistka    | 11. | 6 sierpnia 2017      | Stanford                 | Twarda          | Alizé Cornet            | Abigail Spears Coco Vandeweghe                 | 2:6, 3:6             |
| Zwyciężczyni  | 8.  | 17 czerwca 2018      | Nottingham               | Trawiasta       | Abigail Spears          | Mihaela Buzărnescu Heather Watson              | 6:3, 7:6(5)          |
| Finalistka    | 12. | 11 stycznia 2019     | Sydney                   | Twarda          | Eri Hozumi              | Aleksandra Krunić Kateřina Siniaková           | 1:6, 6:7(3)          |
| Zwyciężczyni  | 9.  | 7 kwietnia 2019      | Charleston               | Ceglana         | Anna-Lena Grönefeld     | Irina Chromaczowa Wieronika Kudiermietowa      | 7:6(7), 6:2          |
| Finalistka    | 13. | 13 lutego 2022       | Petersburg               | Twarda (hala)   | Erin Routliffe          | Anna Kalinska Catherine McNally                | 3:6, 7:6(5), 4–10    |
| Finalistka    | 14. | 25 czerwca 2022      | Bad Homburg vor der Höhe | Trawiasta       | Erin Routliffe          | Eri Hozumi Makoto Ninomiya                     | 4:6, 7:6(5), 5–10    |
| Finalistka    | 15. | 30 lipca 2022        | Warszawa                 | Ceglana         | Katarzyna Kawa          | Anna Danilina Anna-Lena Friedsam               | 4:6, 7:5, 5–10       |
| Finalistka    | 16. | 9 października 2022  | Ostrawa                  | Twarda (hala)   | Erin Routliffe          | Catherine McNally Alycia Parks                 | 3:6, 2:6             |

### Gra mieszana 1 (0–1)
| Końcowy wynik | Nr | Data            | Turniej | Nawierzchnia | Partner       | Przeciwnicy                        | Wynik finału   |
| ------------- | -- | --------------- | ------- | ------------ | ------------- | ---------------------------------- | -------------- |
| Finalistka    | 1. | 8 września 2018 | US Open | Twarda       | Nikola Mektić | Bethanie Mattek-Sands Jamie Murray | 6:2, 3:6, 9–11 |

## Występy w Turnieju Mistrzyń

### W grze podwójnej
| Rok  | Rezultat              | Partnerka      | Przeciwniczki | Wynik         |
| 2018 | zawodniczki rezerwowe | Abigail Spears | nie wystąpiła | nie wystąpiła |

## Występy w Turnieju WTA Elite Trophy

### W grze podwójnej
| Rok  | Rezultat     | Partnerka          | Przeciwniczki                                                       | Wynik                         |
| 2015 | Faza grupowa | Gabriela Dabrowski | Anabel Medina Garrigues Arantxa Parra Santonja Xu Shilin You Xiaodi | 3:6, 2:6 7:6(2), 4:6, 5–10    |
| 2017 | Faza grupowa | Anna Smith         | Lu Jingjing Zhang Shuai Jiang Xinyu Tang Qianhui                    | 3:6, 1:6 3:6, 6:4, 6–10       |
| 2018 | Faza grupowa | Mihaela Buzărnescu | Shūko Aoyama Lidzija Marozawa Tang Qianhui Xun Fangying             | 3:6, 2:6 6:2, 6:2             |
| 2019 | Faza grupowa | Darija Jurak       | Wang Xinyu Zhu Lin Duan Yingying Yang Zhaoxuan                      | 6:2, 3:6, 6–10 1:6, 6:1, 7–10 |

## Finały turniejów rangi ITF
| turnieje z pulą nagród 100 000 $ (W100)  |
| turnieje z pulą nagród 75/80 000 $ (W80) |
| turnieje z pulą nagród 50/60 000 $ (W75) |
| turnieje z pulą nagród 40 000 $ (W50)    |
| turnieje z pulą nagród 25 000 $ (W35)    |
| turnieje z pulą nagród 15 000 $ (W15)    |
| turnieje z pulą nagród 10 000 $          |

### Gra podwójna 27 (14–13)
| Rezultat     |     | Data       | Turniej        | ($)     | Naw.            | Partnerka           | Przeciwniczki                                   | Wynik            |
| Zwyciężczyni | 1.  | 20/10/2002 | Benewent       | 10 000  | Ceglana         | Alexia Virgili      | Stefania Chieppa Emily Stellato                 | 6:4, 6:4         |
| Finalistka   | 1.  | 25/05/2003 | Olecko         | 10 000  | Ceglana         | Monika Schneider    | Kaciaryna Dziehalewicz Michelle Summerside      | 2:6, 6:1, 4:6    |
| Zwyciężczyni | 2.  | 10/08/2003 | Gdynia         | 10 000  | Ceglana         | Klaudia Jans        | Irina Kuzmina Monika Schneider                  | 7:5, 6:2         |
| Finalistka   | 2.  | 21/09/2003 | Chieti         | 10 000  | Ceglana         | Klaudia Jans        | Kika Hogendoorn Betina Pirker                   | 3:6, 6:7(6)      |
| Zwyciężczyni | 3.  | 28/09/2003 | Ciampino       | 10 000  | Ceglana         | Klaudia Jans        | Claudia Ivone Giulia Meruzzi                    | 6:0, 6:3         |
| Finalistka   | 3.  | 01/02/2004 | Tipton         | 10 000  | Twarda          | Klaudia Jans        | Rebecca Llewellyn Melanie South                 | 6:2, 1:6, 4:6    |
| Zwyciężczyni | 4.  | 28/09/2003 | Ciampino       | 25 000  | Twarda          | Klaudia Jans        | Zsófia Gubacsi Kira Nagy                        | 6:4, 6:3         |
| Zwyciężczyni | 5.  | 30/05/2004 | Olecko         | 10 000  | Ceglana         | Karolina Kosińska   | Iveta Gerlová Zuzana Zemenová                   | 6:4, 6:2         |
| Finalistka   | 4.  | 13/06/2004 | Grado          | 25 000  | Ceglana         | Klaudia Jans        | Rosa María Andrés Rodríguez Andreea Ehritt-Vanc | 2:6, 2:6         |
| Zwyciężczyni | 6.  | 08/08/2004 | Gdynia         | 10 000  | Ceglana         | Klaudia Jans        | Natalia Bogdanova Wałerija Bondarenko           | 6:2, 6:4         |
| Zwyciężczyni | 7.  | 05/09/2004 | Warszawa       | 10 000  | Ceglana         | Klaudia Jans        | Martina Babaková Iveta Gerlová                  | 6:2, 6:3         |
| Finalistka   | 5.  | 13/02/2005 | Capriolo       | 25 000  | Twarda          | Klaudia Jans        | Marija Korytcewa Emma Laine                     | 6:3, 4:6, 5:7    |
| Zwyciężczyni | 8.  | 07/05/2005 | Warszawa       | 25 000  | Ceglana         | Karolina Kosińska   | Tacciana Puczak Anastasija Rodionowa            | 4:6, 6:2, 7:6(3) |
| Finalistka   | 6.  | 13/02/2005 | Las Palmas     | 25 000  | Twarda          | Karolina Kosińska   | Nina Bratczikowa Ałła Kudriawcewa               | 6:3, 4:6, 5:7    |
| Finalistka   | 7.  | 17/04/2005 | Biarritz       | 25 000  | Twarda          | Klaudia Jans        | Nina Bratczikowa Jarosława Szwiedowa            | 6:3, 6:2         |
| Finalistka   | 8.  | 09/06/2006 | Prościejów     | 75 000  | Ceglana         | Līga Dekmeijere     | Jarmila Gajdošová Akiko Morigami                | 3:6, 6:7(3)      |
| Finalistka   | 9.  | 10/09/2006 | Denain         | 75 000  | Ceglana         | Klaudia Jans        | Romina Oprandi Jasmin Wöhr                      | 6:4, 2:6, 4:6    |
| Zwyciężczyni | 9.  | 08/10/2006 | Barcelona      | 75 000  | Ceglana         | Klaudia Jans        | Edina Gallovits Vanessa Henke                   | 6:1, 6:2         |
| Zwyciężczyni | 10. | 28/10/2006 | Bratysława     | 75 000  | Twarda (hala)   | Klaudia Jans        | Lucie Hradecká Michaela Paštiková               | 6:1, 6:3         |
| Zwyciężczyni | 11. | 02/12/2005 | Mediolan       | 50 000  | Dywanowa (hala) | Klaudia Jans        | Marija Korytcewa Emma Laine                     | 6:7(5), 7:5, 6:4 |
| Finalistka   | 10. | 10/09/2006 | Zagrzeb        | 75 000  | Ceglana         | Klaudia Jans        | Emma Laine Ágnes Szávay                         | 1:6, 2:6         |
| Zwyciężczyni | 12. | 14/10/2007 | Joué-lès-Tours | 50 000  | Dywanowa (hala) | Klaudia Jans        | Petra Cetkovská Barbora Záhlavová-Strýcová      | 6:3, 7:5         |
| Finalistka   | 11. | 25/11/2007 | Poitiers       | 100 000 | Twarda (hala)   | Klaudia Jans        | Ałła Kudriawcewa Anastasija Pawluczenkowa       | 6:2, 4:6, 1–10   |
| Zwyciężczyni | 13. | 07/06/2008 | Rzym           | 75 000  | Ceglana         | Klaudia Jans        | Marie-Ève Pelletier Alina Żydkowa               | 6:3, 6:1         |
| Zwyciężczyni | 14. | 30/10/2016 | Poitiers       | 100 000 | Twarda (hala)   | Nao Hibino          | Alexandra Cadanțu Nicola Geuer                  | 6:0, 6:0         |
| Finalistka   | 12. | 29/06/2018 | Southsea       | 100 000 | Trawiasta       | Abigail Spears      | Kirsten Flipkens Johanna Larsson                | 4:6, 6:3, 9–11   |
| Finalistka   | 13. | 15/02/2025 | Birmingham     | 40 000  | Twarda (hala)   | Viktória Hrunčáková | Francisca Jorge Matilde Jorge                   | 2:6, 6:4, 5–10   |

## Występy w igrzyskach olimpijskich

### Gra podwójna kobiet
| Runda                                       | Partnerka            | Przeciwniczki                                                 | Wynik            |
| ------------------------------------------- | -------------------- | ------------------------------------------------------------- | ---------------- |
|                                             |                      |                                                               |                  |
| Letnie Igrzyska Olimpijskie w Pekinie 2008  |                      |                                                               |                  |
| I runda                                     | Klaudia Jans         | Stany Zjednoczone: Liezel Huber / Lindsay Davenport [5]       | 2:6, 1:6         |
|                                             |                      |                                                               |                  |
| Letnie Igrzyska Olimpijskie w Londynie 2012 |                      |                                                               |                  |
| I runda                                     | Klaudia Jans-Ignacik | Rosja: Marija Kirilenko / Nadieżda Pietrowa [3]               | 7:6(5), 3:6, 2:6 |
|                                             |                      |                                                               |                  |
| Letnie Igrzyska Olimpijskie w Tokio 2020    |                      |                                                               |                  |
| I runda                                     | Magda Linette        | Stany Zjednoczone: Bethanie Mattek-Sands / Jessica Pegula [4] | 1:6, 3:6         |
|                                             |                      |                                                               |                  |
| Letnie Igrzyska Olimpijskie w Paryżu 2024   |                      |                                                               |                  |
| I runda                                     | Magda Linette        | Ukraina: Marta Kostiuk / Dajana Jastremśka [7]                | 4:6, 1:6         |

## Odznaczenia
- Złoty medal „Za Zasługi dla Polskiego Ruchu Olimpijskiego” – 2021[7]